# Ana Carolina (cantant)
Ana Carolina Sousa, coneguda artísticament només com Ana Carolina   (Juiz de Fora, 9 de setembre de 1974), és una cantautora i instrumentista brasilera.

## Carrera
Ana Carolina té un registre vocal de contralt. La seva influència musical prové del bressol, la seva àvia cantava a la ràdio, i la seva tieta i el seu tiet tocaven la percussió, el piano, el violoncel i el violí. Va créixer escoltant icones musicals brasileres com Chico Buarque, João Bosco, Maria Bethânia, així com icones internacionals com Nina Simone, Björk i Alanis Morissette. Va començar la seva carrera cantant als bars locals.
Amb la determinació de convertir-se en una músic professional d'èxit, va deixar Minas Gerais i es va traslladar a Rio de Janeiro. Poc després de traslladar-se a Rio de Janeiro, va signar un contracte amb la companyia discogràfica BMG. Va publicar el seu primer CD, Ana Carolina, el 1999, que va ser responsable de la seva nominació als premis Grammy llatins.
El seu segon disc, Ana Rita Joana Iracema e Carolina va ser un altre èxit, publicat el 2001. El títol del disc fa referència a cançons del cantant Chico Buarque, un dels ídols d'Ana Carolina. Aquest disc contenia èxits com «Quem de nós dois» i «Ela é bamba». L'any 2003 va publicar el seu tercer àlbum, Estampado, que va demostrar la seva originalitat musical. El seu quart CD, Ana Carolina: Perfil editat el 2004, va ser una col·lecció de les seves cançons més reeixides dels seus primers 3 CD i, segons PMB, va ser el més venut al Brasil el 2005. També l'any 2004 va fer un espectacle amb Seu Jorge i va llançar un CD i DVD en directe de l'espectacle anomenat Ana & Jorge. La cançó, «É Isso Aí», una versió portuguesa de «The Blower's Daughter», de Damien Rice, va arribar al primer lloc de les llistes.
Carolina va sortir a la revista Veja com a bisexual el 2005, creant molt debat i atraient nous fans. Va llançar el seu sisè àlbum, Dois Quartos, el 2006. L'àlbum contenia 2 CD, el primer anomenat 'Quarto' i el segon anomenat 'Quartinho'.
El desembre de 2017, Alice Caymmi va llançar una cançó i un vídeo que l'acompanya anomenada «Inocente» que va ser coescrita per Carolina.

## Discografia

### Àlbums
| D'estudi - 1999 - Ana Carolina - 2001 - Ana Rita Joana Iracema e Carolina - 2003 - Estampatdo - 2006 - Dois Quartos - 2009 - N9ve - 2013 - #AC - 2019 - Fogueira em Alto Mar | En directe - 2004 - Estampado - Um Instante Que Não Pára - 2005 - Ana & Jorge ao Vivo (amb Seu Jorge) - 2008 - Multishow ao Vivo: Ana Carolina - Dois Quartos - 2009 - Multishow Registro: Ana Car9lina + Um - 2011 - Ensaio de Cores - 2015 - AC ao Vivo | EP - 2017 - Ruído Branco (Poesias Musicadas) - 2019 - Fogueira em Alto Mar, Vol. 1 - 2019 - Fogueira em Alto Mar, Vol. 2 - 2019 - Fogueira em Alto Mar, Vol. 3 Recopilatoris - 2003 - Perfil: Ana Carolina |

### Senzills
| Any  | Títol                                                           | Llistes     | Llistes      | Àlbum                                          |
| Any  | Títol                                                           | BRA Hot 100 | BRA Year End | Àlbum                                          |
| ---- | --------------------------------------------------------------- | ----------- | ------------ | ---------------------------------------------- |
| 1999 | "Tô Saindo"                                                     | 26          | 97           | Ana Carolina                                   |
| 1999 | "Nada Pra Mim"                                                  | 19          | 50           | Ana Carolina                                   |
| 2000 | "Garganta"                                                      | 1           | 5            | Ana Carolina                                   |
| 2000 | "Beatriz"                                                       | 58          | —            | Ana Carolina                                   |
| 2001 | "Ela é Bamba"                                                   | 6           | 30           | Ana Rita Joana Iracema e Carolina              |
| 2001 | "Confesso"                                                      | 22          | 91           | Ana Rita Joana Iracema e Carolina              |
| 2002 | "Quem de Nós Dois (La Mia Storia Tra le Dita)"                  | 1           | 2            | Ana Rita Joana Iracema e Carolina              |
| 2003 | "Encostar na Tua"                                               | 1           | 10           | Estampado                                      |
| 2003 | "Elevador"                                                      | 1           | 3            | Estampado                                      |
| 2004 | "Uma Louca Tempestade"                                          | 4           | 9            | Estampado                                      |
| 2004 | "Nua"                                                           | 42          | —            | Estampado                                      |
| 2005 | "Pra Rua me Levar"                                              | 29          | —            | Estampado                                      |
| 2005 | "Que Se Danem os Nós"                                           | 25          | —            | Perfil: Ana Carolina                           |
| 2006 | "É Isso Aí (The Blower's Daughter)" (amb Seu Jorge)             | 1           | 6            | Ana & Jorge                                    |
| 2006 | "Pra Rua me Levar" (2nd Version) (amb Seu Jorge)                | 15          | —            | Ana & Jorge                                    |
| 2006 | "Rosas"                                                         | 1           | 9            | Dois Quartos                                   |
| 2007 | "Carvão"                                                        | 7           | 69           | Dois Quartos                                   |
| 2007 | "Ruas de Outono"                                                | 11          | —            | Dois Quartos                                   |
| 2007 | "Aqui"                                                          | 36          | —            | Dois Quartos                                   |
| 2007 | "Vai" (Simone saback)                                           | 21          | —            | Multishow ao Vivo: Ana Carolina – Dois Quartos |
| 2008 | "Tolerância"                                                    | 39          | —            | Multishow ao Vivo: Ana Carolina – Dois Quartos |
| 2008 | "Eu Comi a Madona"                                              | 28          | —            | Dois Quartos                                   |
| 2009 | "Tá rindo, é?"                                                  | 11          | —            | N9ve                                           |
| 2009 | "Entreolhares (The Way You're Looking at Me)" (amb John Legend) | 11          | —            | N9ve                                           |
| 2010 | "10 Minutos"                                                    | 33          | —            | N9ve                                           |
| 2011 | "Problemas"                                                     | 15          | —            | Ensaio de Cores                                |
| 2012 | "Simplesmente Aconteceu"                                        | 25          | —            | Ensaio de Cores                                |
| 2012 | "Un Sueño Bajo El Agua" (amb Chiara Civello)                    | —           | —            | #AC                                            |
| 2013 | "Combustível"                                                   | 46          | —            | #AC                                            |
| 2014 | "Libido"                                                        | —           | —            | #AC                                            |
| 2015 | "Coração Selvagem"                                              | —           | —            | #AC - Ao Vivo                                  |
| 2015 | "Descomplicar"                                                  | —           | —            |                                                |
| 2015 | "Quer Saber?"                                                   | —           | —            |                                                |
| 2016 | "Mais uma Vez (Nós Dois)" (amb Seu Jorge)                       | —           | —            |                                                |
| 2017 | "A Pele"                                                        | —           | —            | Som (Ruído Branco)                             |
| 2017 | "Qual É?"                                                       | —           | —            | Som (Ruído Branco)                             |
| 2017 | "Velho Piano"                                                   | —           | —            | Som (Ruído Branco)                             |
| 2019 | "Não Tem no Mapa"                                               | 63          | —            | Fogueira em Alto Mar                           |